# Zhang Xiaowen
Zhang Xiaowen (张小文S, Zhāng XiǎowénP; 15 luglio 1964) è un ex calciatore cinese, di ruolo difensore.